# Ion Ciocanu
Ion Ciocanu (n. 18 ianuarie 1940, comuna Tabani, județul Hotin, România – d. 2 iulie 2021, Chișinău, Republica Moldova) a fost un critic literar, filolog, pedagog, scriitor român, cunoscut și recunoscut mai ales pentru atitudinea sa intransigentă față de politica de deznaționalizare a românilor basarabeni și de subminare a limbii române în Republica Moldova.
A fost director general al Departamentului de Stat al Limbilor (1993 – 1994) și șef al Direcției Promovare a Limbii Oficiale și Control asupra Respectării Legislației Lingvistice din cadrul Departamentului Relații Interetnice și Funcționarea Limbilor (1998 – 2001).

## Studii, educație

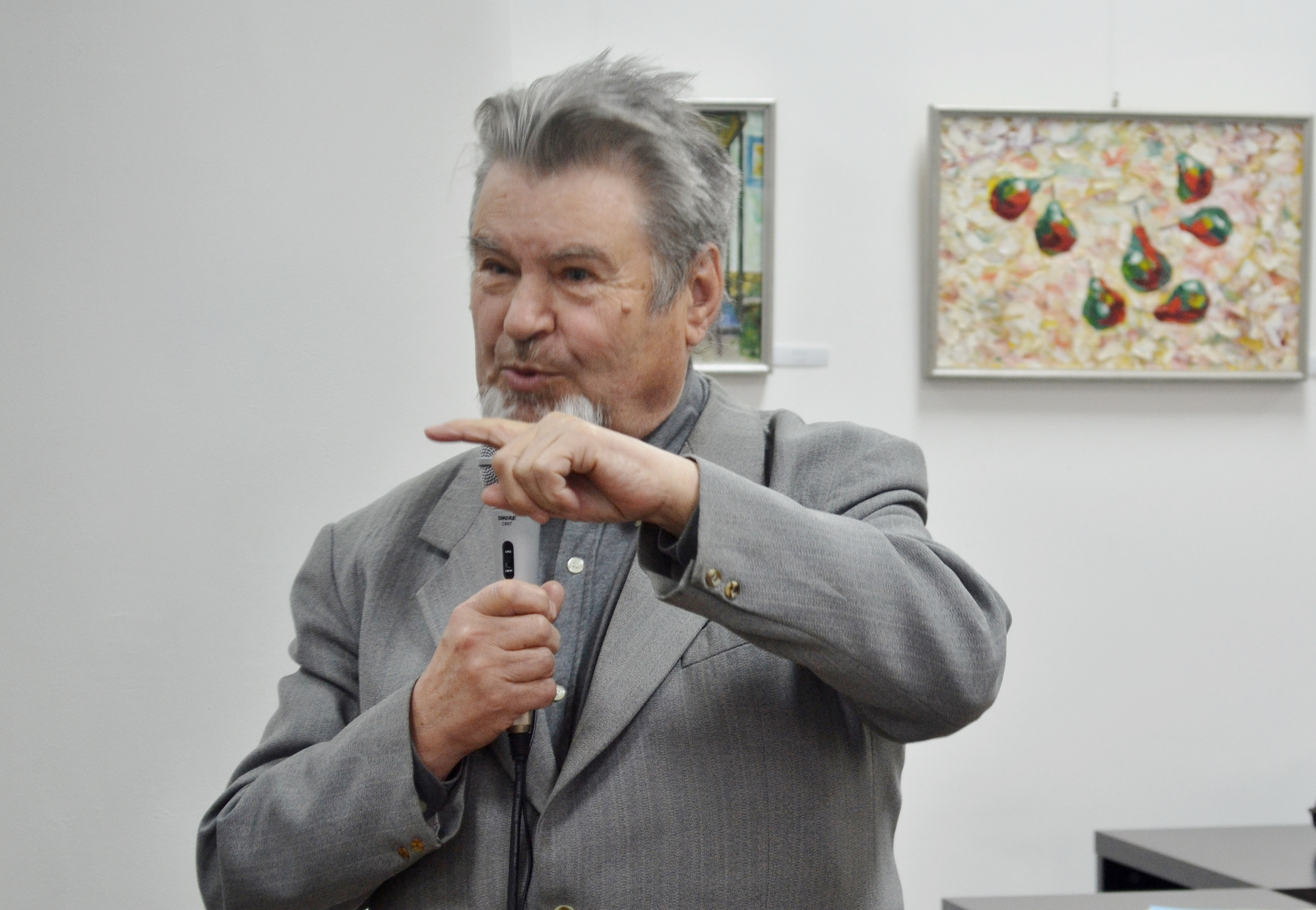
Ion Ciocanu

Ion Ciocanu este absolvent al Universității din Chișinău, Facultatea de Filologie, doctor în Filologie (1965), doctor habilitat în Literatura română (2000).

## Scrieri
A debutat cu o culegere de proză scurtă și cu mai multe cronici literare, printre care a scris o recenzie, considerată „subversivă” de oficialii timpului din RSS Moldovenească, la romanul Povara bunătății noastre al lui Ion Druță.
Pentru acel articol a fost forțat să părăsească postul de la catedră și i s-a aplicat o „mustrare aspră pe linie de partid”.
S-a angajat redactor la o editură și a continuat să scrie, în ciuda cenzurii.

### Culegeri de articole și studii literare
Este autorul unui impresionant număr de culegeri de articole și studii literare, printre care se pot menționa:
- Caractere și conflicte", Chișinău (1968),
- Articole și cronici literare, Chișinău (1969),
- Itinerar critic, Chișinău (1973),
- Unele probleme de estetică, Chișinău (1973),
- Dialog continuu, Chișinău (1977),
- Podurile vieții și ale creației, Chișinău (1978),
- Clipa de grație, Chișinău (1980),
- Pașii lui Vladimir Curbet, Chișinău (1982),
- Permanențe, Chișinău (1983),
- Argumentul de rigoare, Chișinău (1985),
- Dreptul la critică, Chișinău (1993).
- Reflecții și atitudini, Chișinău (1993),
- Dincolo de literă, Timișoara (1998),
- Literatura română contemportană din Republica Moldova, Chișinău (1998),
- Rigorile și splendorile prozei rurale, Chișinău (2000),
- Scriitori de ieri și de azi  București (2004),
- Ion Ciocanu. Biobibliografie Chișinău, Ed. Museum (2005).

### Studii de autori
Autor al unor articole despre Constantin Stere, Magda Isanos, Vasile Vasilache, Pavel Boțu, Petre Darienco, Mihai Cimpoi, Nicolae Corlăteanu, Mihai Vaculovschi, ș.a.m.d..

### Studii despre situația limbii române în Republica Moldova
Ion Ciocanu este, de asemenea, autorul mai multor de culegeri de articole privind situația socio-lingvistică din Republica Moldova.  Printre acestea sunt și:
- Atât de drag... Microeseuri de dragoste pentru cuvânt, Chișinău, (1995),
- Zborul frânt al limbii române (1999),
- Realitatea în cuvânt și cuvântul în realitate (2002),
- Conștientizarea greșelii (2003),
- Temelia nemuririi noastre, Chișinău, (2005).